# Крамаренко Олександр Андрійович
Олександр Андрійович Крамаренко (нар. 12 лютого 1955, Кролевець, Сумська область, УРСР) — український журналіст.
Автор аналітичних публікацій у виданнях: «Комсомольская правда» (Москва), «Аргументы и факты» (Москва), «Спортивные игры» (Москва), «Футбол-хоккей» (Москва), «24» (Москва), «Начало» (Москва), «Пресс-бол» (Минск), «Українська правда», «День», "Молодь України, «2000», «Україна молода», «Киевский телеграф», «Сільські вісті», «Універсум», «Nova Ukraina» (Kraków). Автор сценарію та режисер документально-публіцистичного фільму «Закляття безпам'ятства. Голодомор 1932–1933 рр. на Луганщині»

## Освіта
- 1976 р. закінчив економічний факультет Ворошиловградського машинобудівного інституту;
- 1993 р. бакалаврат факультету журналістики Московського державного університету ім. Ломоносова.

## Професійна кар'єра
- 1985–1996 рр. — незалежний журналіст;
- 1996–1998 рр. — спецкор газети «Голос Донбасу» (м. Луганськ);
- 1998–2000 рр. — спецкор газети «Експрес-клуб» (м. Луганськ);
- 2000–2008 рр. — незалежний журналіст;
- 2008–2012 рр. — спецкор газети «Гривна-плюс» (м. Луганськ);
- 2010–2012 рр. — співпрацював з «Радіо Свобода».

## Нагороди
- 2007 р. — лауреат Другого Всеукраїнського конкурсу для журналістів з тематики Голодомору 1932–1933 рр., організованого Міжнародним благодійним фондом «Україна 3000», у номінації «Найкраща публікація в періодичній пресі»;
- 2009 р. — присвоєне звання «Заслужений журналіст України»

## Публікації
- «Голодомор був геноцидом» [Архівовано 30 січня 2013 у Wayback Machine.]
- «Жертви Голодомору серед нас» [Архівовано 2 лютого 2014 у Wayback Machine.]
- «Кілька ознак „совка“ в Україні» [Архівовано 22 лютого 2014 у Wayback Machine.]
- "Ми знаємо правду про геноцид (Відповідь українського журналіста російським історикам) [Архівовано 12 лютого 2012 у Wayback Machine.]
- «Геноцид-33 у сучасному українському вимірі»
- «Мова державна та мова індивідуальна» [Архівовано 23 лютого 2014 у Wayback Machine.]
- «Голодомор був геноцидом української душі» [Архівовано 22 лютого 2014 у Wayback Machine.]
- «Застереження старій Європі із глибини віків» [Архівовано 23 лютого 2014 у Wayback Machine.]
- «Постгеноцидне буття» [Архівовано 30 вересня 2014 у Wayback Machine.]
- «ВО „Свобода“: Є певні запитання» [Архівовано 3 грудня 2012 у Wayback Machine.]
- «Де наша національна еліта»
- «Головні таємниці Голодомору» [Архівовано 4 березня 2016 у Wayback Machine.]
- «Антиукраїнська сутність олігархічного футболу» [Архівовано 1 червня 2013 у Wayback Machine.]
- «Блеск и нищета футбольной олигархии» [Архівовано 23 липня 2012 у Wayback Machine.]
- «Хто може ховатися під маскою щирого патріота»[недоступне посилання з липня 2019]

## Фільми
- «Закляття безпам'ятства. Голодомор 1932–1933 рр. на Луганщині», 2008 р. [Архівовано 23 травня 2014 у Wayback Machine.]
- «Стоїть гора високая» [Архівовано 3 квітня 2016 у Wayback Machine.]

## Хобі
- Футбол, рибальство, садівництво